# Etty Hillesum
Esther (Etty) Hillesum (15. ledna 1914 Middelburg – 30. listopadu 1943 Auschwitz) byla Židovka, která ve svých dopisech a denících popsala život v Amsterdamu během nacistické okupace.

## Život
Etty se narodila v holandské židovské rodině, vyrostla ve městě Deventer. Navštěvovala zde gymnázium, kde byl její otec ředitelem a učitelem klasických jazyků. Její matka, Rebecca Bernstein, se narodila v Rusku, odkud utekla do Nizozemí před protižidovskými pogromy.
Etty měla dva bratry, Mischu a Jaapa, všichni sourozenci dostali do vínku velké nadání. Mischa již jako šestiletý veřejně hrál na klavír Beethovena. Jaap ukončil gymnázium rychleji než za obvyklých šest let a později se stal lékařem.
V 18 letech se Etty přestěhovala do Amsterdamu, kde začala studovat práva. V roce 1937 se ubytovala v domě účetního, tehdy dvaašedesátiletého vdovce Hendrika J. Wegerifa, pro kterého měla pracovat jako hospodyně. Brzy se však stali milenci.
Etty nebyla nábožensky vychována. Roku 1941 se však setkala s psychologem Juliem Spierem. Přivedl ji k Bibli a doporučil jí vést si deník. Jeho psaní zahájila 9. března téhož roku. Stala se Spierovou asistentkou, později i s ním navázala intimní vztah.
Následujícího roku se Etty dobrovolně přihlásila k práci v internačním táboře Westerbork, kde pomáhala uvězněným Židům.
Poslední zápis v deníku Etty je z října 1942. V září 1943 byla deportována do Osvětimi, kde o tři měsíce později zemřela.